# Lacy Duarte
Elvira Lacy Duarte Cardoso (15 tháng 9 năm 1937 – 27 tháng 12 năm 2015) là một nghệ sĩ thị giác người Uruguay.

## Tiểu sử
Elvira Lacy Duarte Cardoso sinh ra ở Mataojo, Sở Salto ở Uruguay vào ngày 15 tháng 9 năm 1937 gần biên giới với Brazil, một vùng nông thôn sẽ đến để mô tả tác phẩm nghệ thuật của cô. Năm 1952, cô chuyển đến Thành phố Salto và hai năm sau đó tham gia Hội thảo Figari của Hiệp hội Horacio Quiroga, nơi cô tham dự các lớp học vẽ với họa sĩ José Cziffery, bản thân được đào tạo trong hội thảo tại Paris của Henri Matisse, và Ernesto Aroztegui.
Năm 1959, Duarte kết hôn với họa sĩ Aldo Peralta và có hai con, Pablo và Pedro Peralta, cả hai sau này cũng trở thành các họa sĩ. Năm 1962, gia đình này chuyển đến San Carlos ở Maldonado, nơi Duarte bắt đầu dạy các lớp vẽ giáo dục trung học và bắt đầu học dệt. Năm 1975, gia đình chạy trốn từ chế độ độc tài quân sự-dân sự của Uruguay đến Porto Alegre, Brazil và bỏ lại xưởng dệt thảm Duarte Tapices cho các thợ dệt thảm địa phương. Aldo qua đời năm 1981, và Duarte trở lại Montevideo ngay sau đó và tiếp tục vẽ tranh. Năm 1986, cô được chọn đại diện cho Uruguay tại Havana Biennial 1987 và nghệ thuật của cô được triển lãm tại Hoa Kỳ và Châu Âu.
Năm 1990, Duarte bắt đầu thực hiện một loạt các tác phẩm nghệ thuật bao gồm các bức tranh và đồ vật như chạm khắc gỗ, vụn bánh mì, khăn trải giường rách rưới, tình trạng của phụ nữ và trẻ em ở nông thôn và những người thực hiện các nhiệm vụ nông thôn (Nông dân, thợ săn, người đánh bẫy, v.v.). Dự án này, mang tên Memoria y ritos en el espacio de la mujer campesina, đã đề cập đến sự khác biệt mà Duarte quan sát được giữa người dân thành thị và nông thôn. Sê-ri tác phẩm này sẽ được trưng bày tại Bảo tàng Juan Manuel Blanes ở khu phố Prado của Montevideo, Bảo tàng nghệ thuật Rio Grande do Sul ở Porto Alegre, Phòng trưng bày Linda Moore ở San Diego, California và tại hai năm một lần ở Paris và Cuenca và các viện bảo tàng khác về nghệ thuật của Uruguay.